# خضرة (وادي الفرع)
خضراء أو (خضرة)، قرية سعودية، تتبع محافظة وادي الفرع التابعة لإمارة لمنطقة المدينة المنورة. تقع في جنوب المدينة المنورة، وتبعد عنها قرابة 110كم.

## التاريخ
ما ذكرة الجغرافيون

### البکري الاندلسي
قال البکري الاندلسي
.«وقال السّكونى: ينفجر من جوانب آرة عيون، على كلّ عين قرية. 
فمنها قرية غنّاء يقال لها الفرع، وهي لقريش و الأنصار و مزينة. و منها قرية يقال لها المضيق، و قرية يقال لها المحضة، و قرية يقال لها خضرة، و قرية الفعو، يكتنف هذه القرى آرة من جميع جوانبها. و في هذه القرى نخل و زرع، وهى من السّقيا على ثلاث مراحل، عن يسار مطلع الشمس، و واديها يصبّ في الأبواء، ثم في ودّان؛ و ودّان: من أمّهات القرى، لضمرة و كنانة وغفار و فهر قريش، ثم في الطّريقة ، وهى قرية ليست بالكبيرة على شاطئ البحر.»